# تامارین هندلر
 تامارین هندلر (انگلیسی: Tamaryn Hendler؛ زادهٔ ۱۲ اوت ۱۹۹۲) یک تنیس‌باز اهل بلژیک است.